# Hypanua roseitincta
Hypanua roseitincta là một loài bướm đêm trong họ Noctuidae.

## Hình ảnh

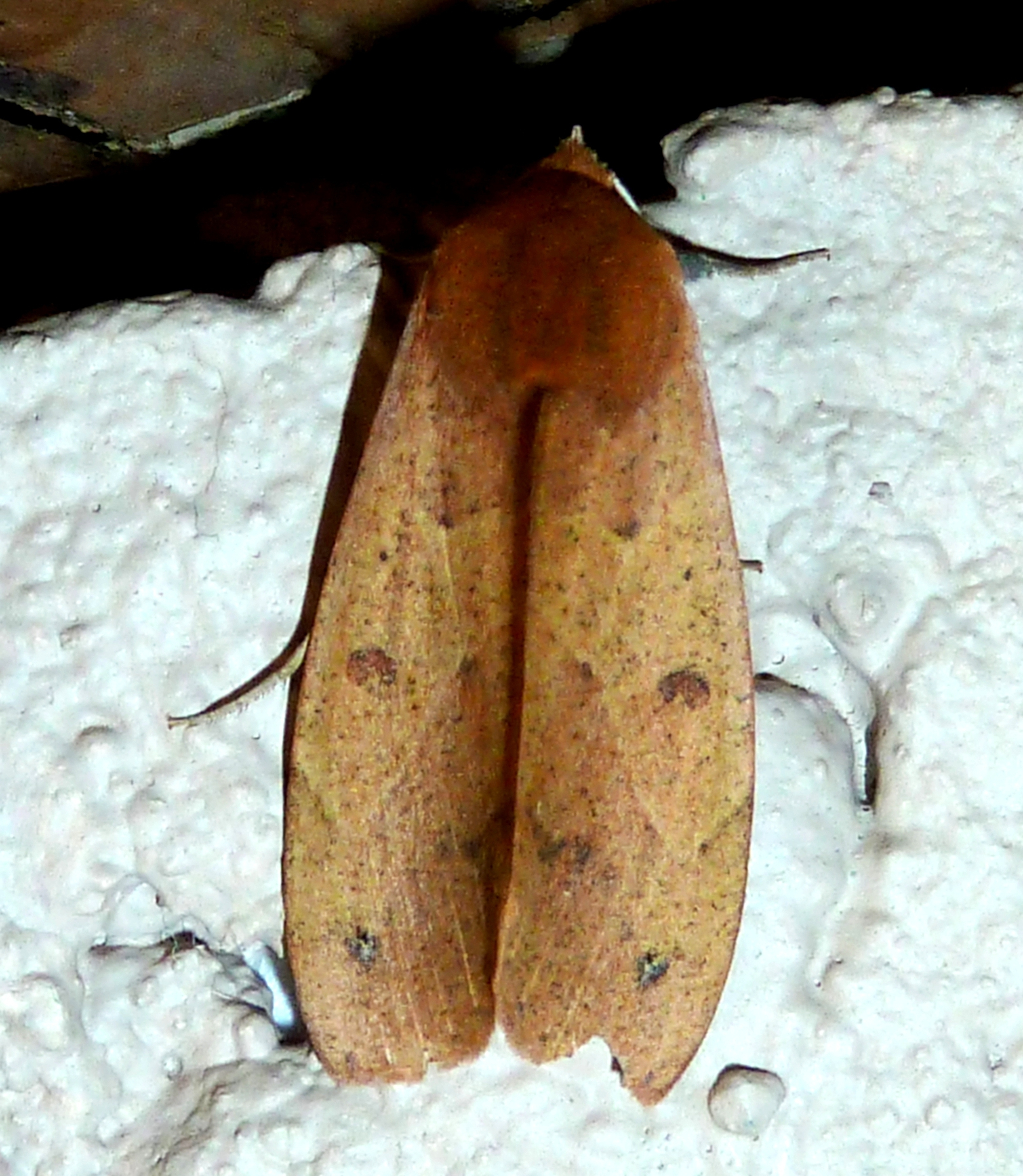